# Kleine pimpernel
De kleine pimpernel (Poterium sanguisorba of Poterium sanguisorba subsp. sanguisorba (sorbenkruid of bloedkruid) is een vaste plant uit de rozenfamilie (Rosaceae). De plant wordt ook wel 'sorbenkruid' of 'bloedkruid' genoemd. Beide namen zijn afgeleid van de botanische naam, 'sanguis' betekent bloed, terwijl 'sorbis' (sorba) opnemen of absorberen betekent.
De tot 60 cm hoge plant heeft een recht opstaande behaarde stengel een bolvormig bloemhoofdje. De bovenste, groenachtige, vaak paars aangelopen bloemen hebben roodachtige stijlen en tien tot dertig hangende meeldraden, die drie tot vijf keer zo lang zijn als de kelkbladen. De bovenste bloemen zijn vrouwelijk en de onderste mannelijk. Er zijn twee bloeiperiodes; van mei tot in juli en in augustus - september.
De bladeren staan verspreid aan de stengel en zijn veerdelig met negen tot vijfentwintig elipsvormige deelblaadjes. Deze zijn blauwgroen, getand en zittend tot kort gesteeld. Het eindblaadje is vrijwel rond.
De overblijvende, meerjarige plant heeft een diepe penwortel.

## Voorkomen
De plant is afkomstig uit het Middellandse Zeegebied maar komt in alle gematigde streken van Europa voor, ook in het hoge noorden. In Noord-Amerika is de soort ingevoerd. Hij groeit meestal op redelijk droge en kalkhoudende grond in bermen, graslanden en op hellingen. De plant prefereert een zuurgraad (pH) tussen de 6,1 en de 7,5.
De kleine pimpernel staat op de Nederlandse Rode lijst van 2012 als niet bedreigd en sinds 1950 stabiel of toegenomen. De plant is vrij zeldzaam in Zuid-Limburg en zeldzaam in het rivierengebied en de Hollandse duinen. Elders in Nederland is de soort zeer zeldzaam. In Vlaanderen is de plant niet bedreigd; ze is algemeen in het Maasgebied en de Voerstreek, maar verder zeldzaam tot zeer zeldzaam.

## Ecologische betekenis
De plant dient als waardplant voor verschillende soorten vlinders.

## Plantengemeenschap
De kleine pimpernel is een indicatorsoort voor het kalkgrasland, een karteringseenheid in de Biologische Waarderingskaart (BWK) van Vlaanderen en het Brussels Hoofdstedelijk Gewest met als code 'hk'.
Het is tevens een indicatorsoort voor het droog heischraal grasland (hn) op kalkrijke bodem en voor het mesofiel hooiland (hu) subtype 'Kamgrasgrasland op kalkrijke bodem', twee karteringseenheden in de Biologische Waarderingskaart (BWK) van Vlaanderen en het Brussels Hoofdstedelijk Gewest.

## Afbeeldingen

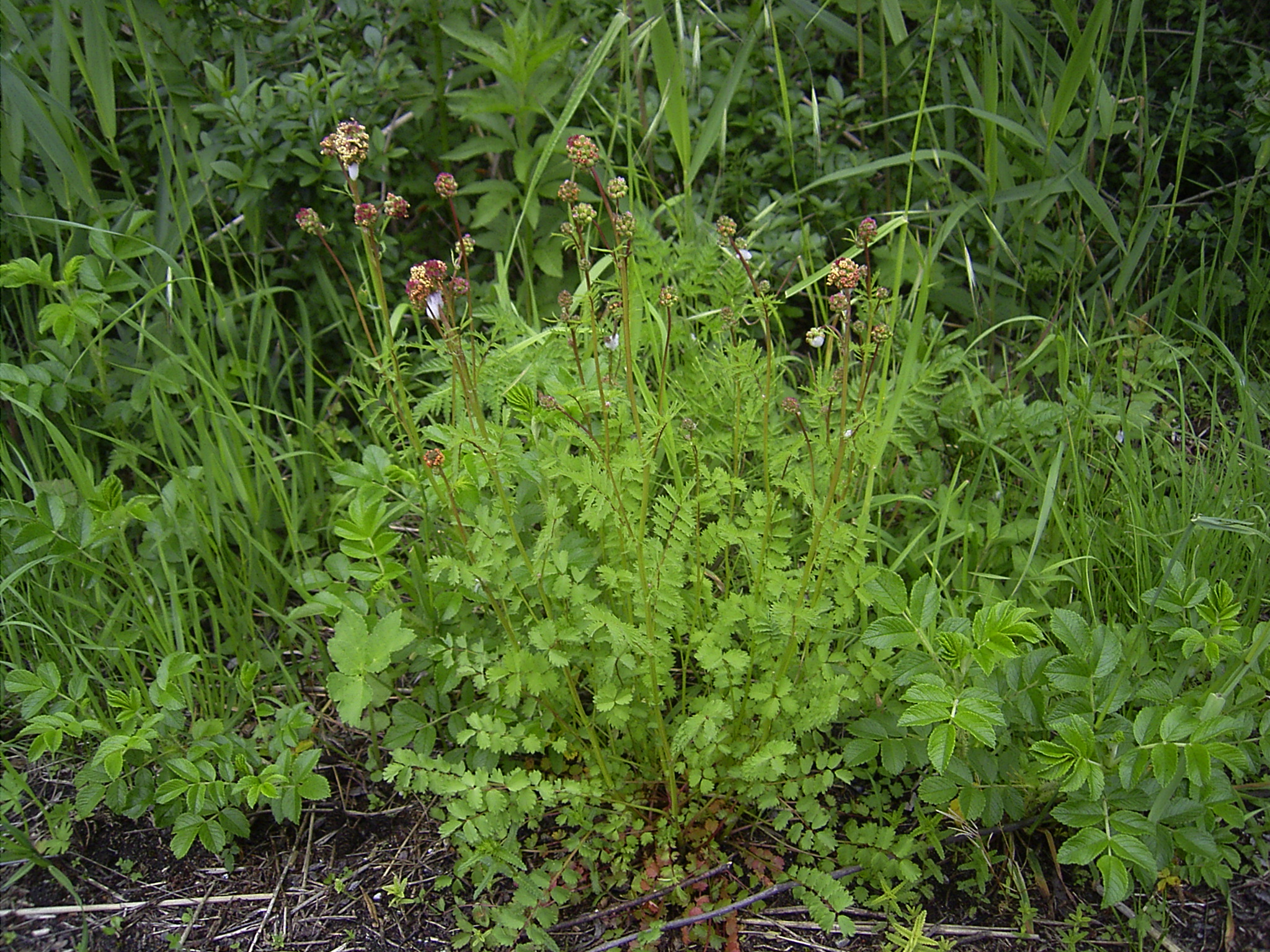
Plant
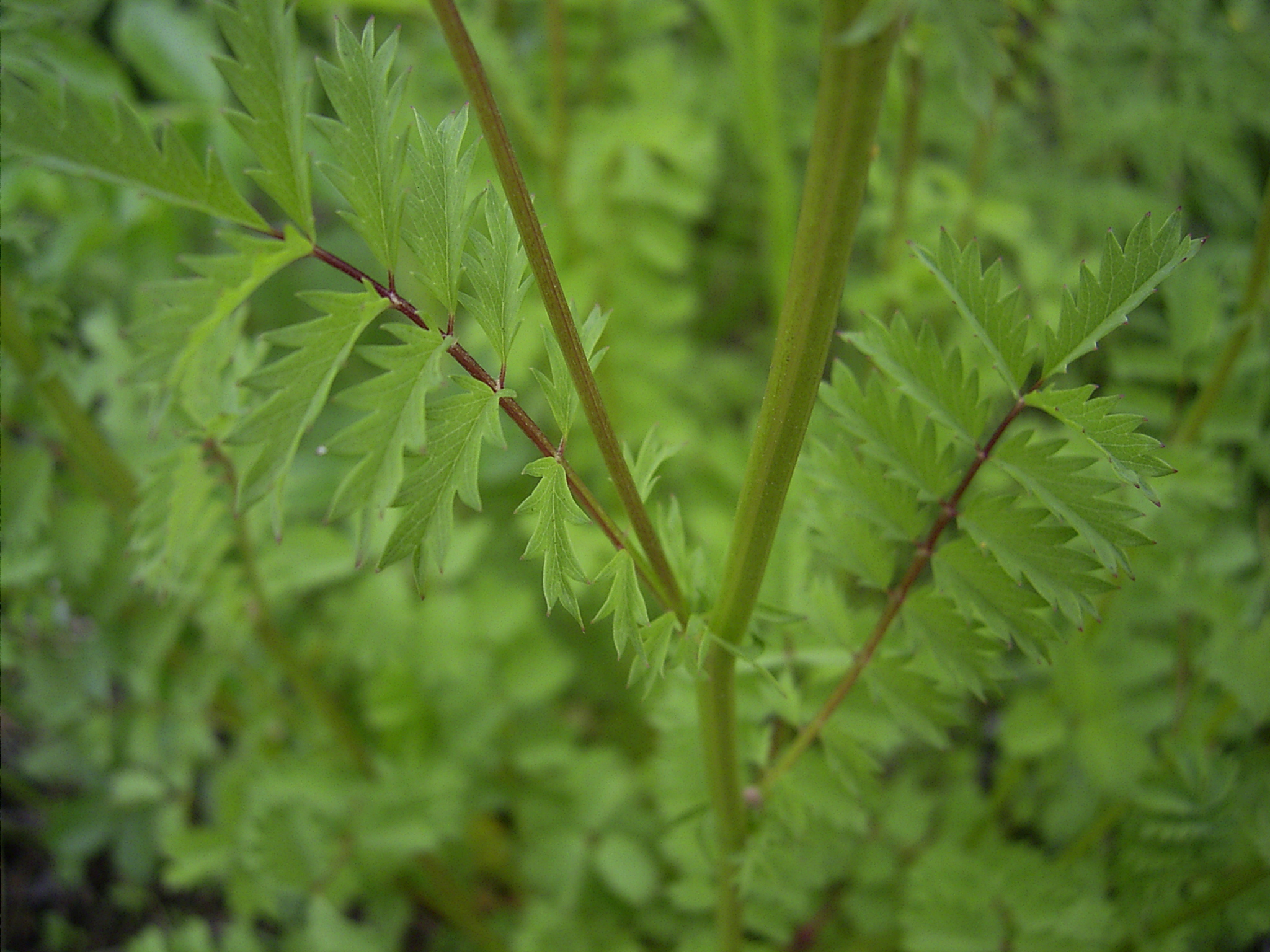
Blad
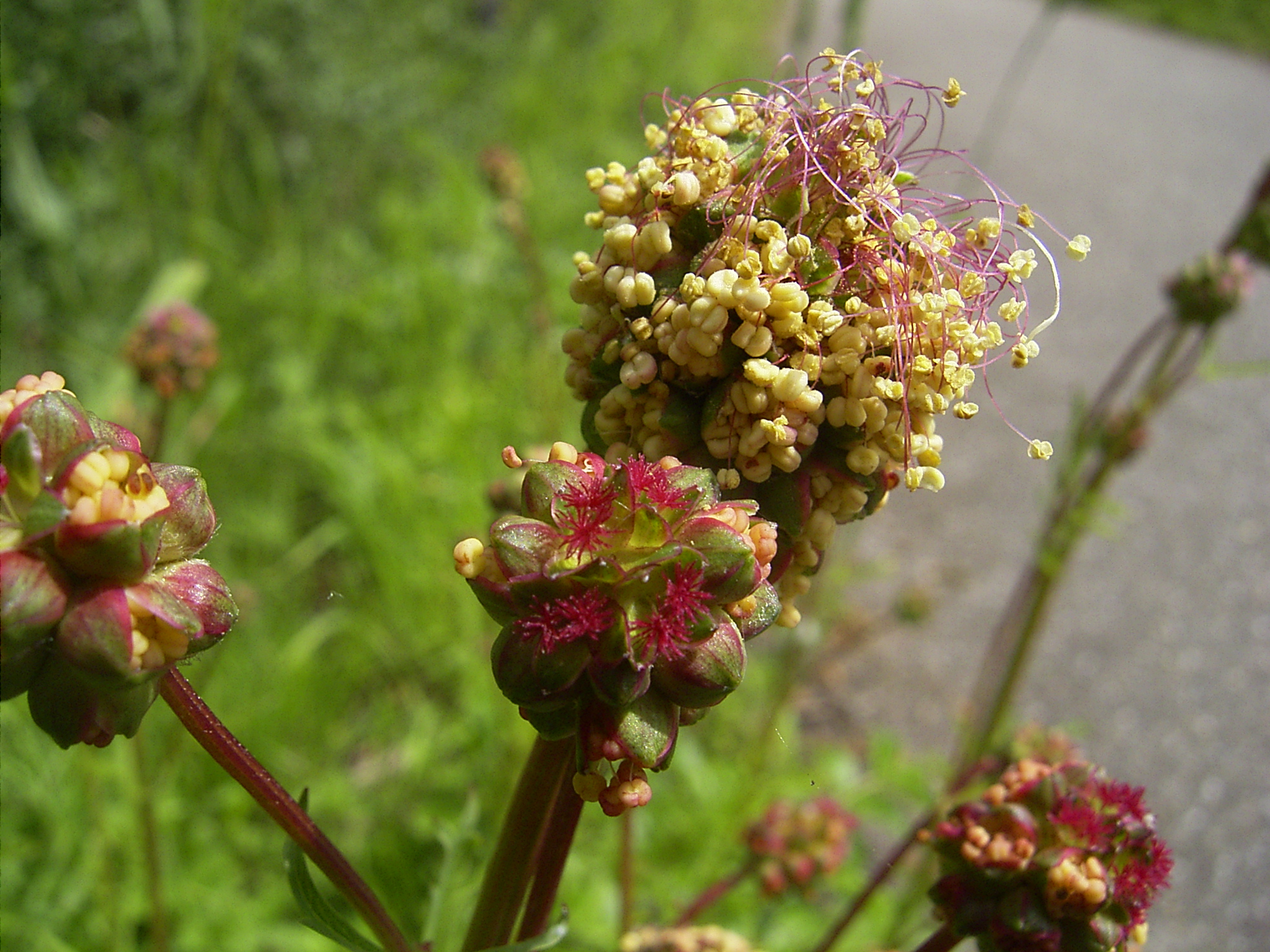
Bloeiwijzen
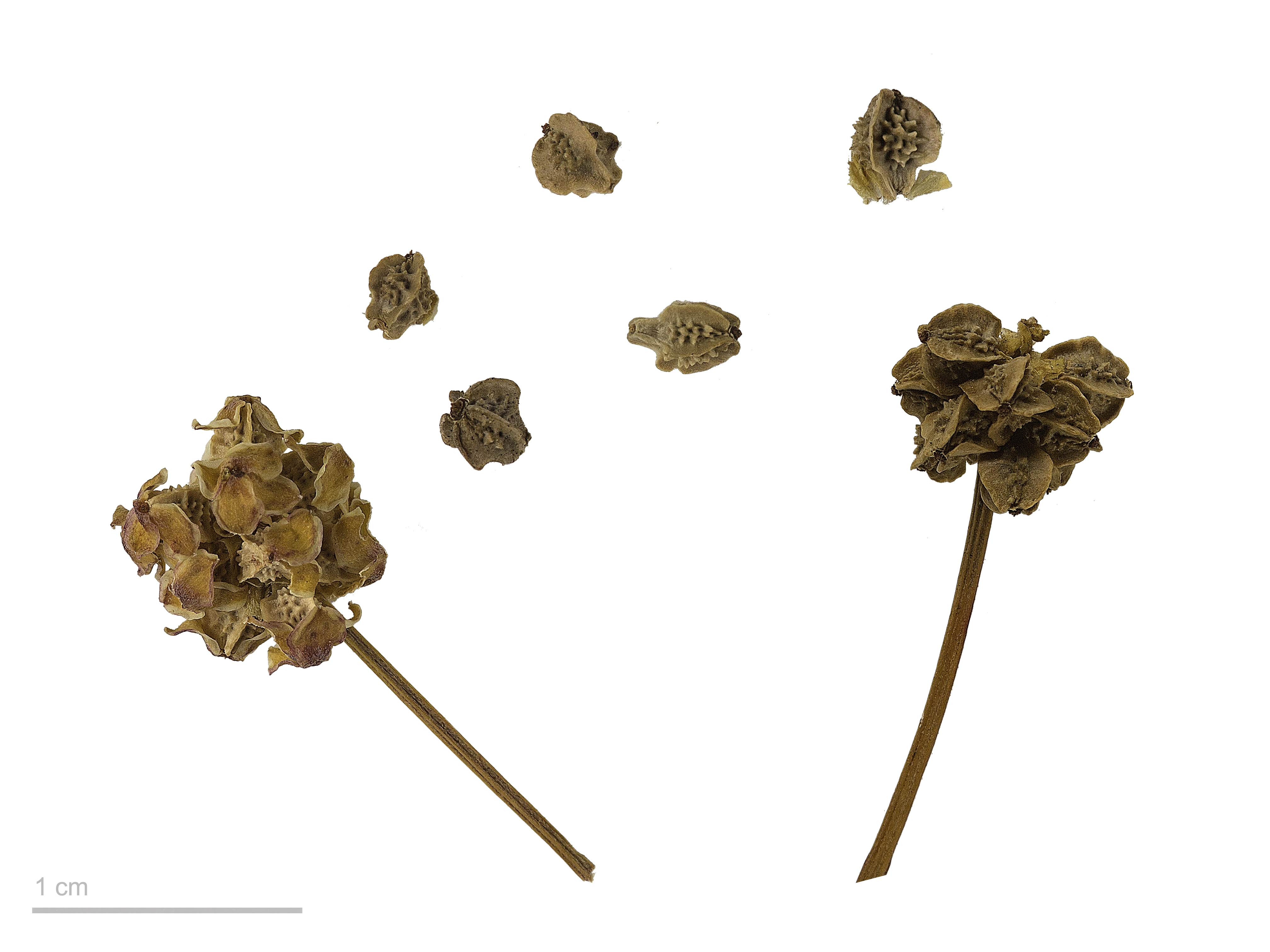
Vruchten

## Gebruik
De kleine pimpernel bevat looistoffen, saponine en een flavon. De plant is toegepast bij het stelpen van bloedingen.
In Angelsaksische landen worden jong blad gebruikt in salades. De smaak lijkt op die van komkommer, volgens sommigen licht bitter, volgens anderen iets nootachtig. In Engeland werden de blaadjes vanwege de smaak bij het maken van wijn gebruikt.
In de middeleeuwen dronken soldaten voor de strijd een aftreksel van de plant in de verwachting dat opgelopen wonden dan minder sterk zouden bloeden.
Er geldt een waarschuwing voor het gebruik van deze plant, zowel inwendig als uitwendig, voor mensen met gal- maag- of leverklachten.